# Aniridie-Ptosis-Intelligenzminderung-familiäre Adipositas-Syndrom
Das Aniridie-Ptosis-Intelligenzminderung-familiäre Adipositas-Syndrom ist eine sehr seltene angeborene Erkrankung mit den namensgebenden Hauptmerkmalen.
Die Erstbeschreibung stammt aus dem Jahre 1986 durch die US-amerikanischen Augenärzte Nancy A. Hamming, Marilyn T. Miller und Maurice Rabb.

## Verbreitung
Die Häufigkeit wird mit unter 1 zu 1.000.000 angegeben, bislang wurde nur eine Familie beschrieben. Die Vererbung erfolgt autosomal-dominant.

## Klinische Erscheinungen
Klinische Kriterien sind:
- Manifestation im Kindesalter
- Augenanomalien: partielle oder vollständige Aniridie, Ptosis, Pendelnystagmus, Pannus der Hornhaut, persistente Pupillenmembran, Linsentrübung, Fovea-Hypoplasie, verminderte Sehschärfe
- Adipositas
- Geistige Behinderung
- Alopezie
- Herzfehler